# Oscar voor beste visuele effecten
De Academy Award voor beste visuele effecten (Engels: Academy Award for Best Visual Effects, ook bekend als Oscar voor beste visuele effecten) is een jaarlijkse filmprijs van de Academy of Motion Picture Arts and Sciences. De Oscar werd voor het eerst uitgereikt tijdens de 36ste Oscaruitreiking, voordien waren de visuele effecten samen met geluidseffecten ondergebracht bij de beste speciale effecten.
Tussen 1972 en 1977 was er geen aparte categorie voor visuele effecten. De Academy had de mogelijkheid een Academy Award voor bijzondere prestaties (Special Achievement Award) toe te kennen, een prijs voor bijdragen aan een film waar geen eigen categorie voor was. De categorie voor visuele effecten keerde terug in 1977, hoewel het tot 1995 mogelijk was dat de prijs werd uitgereikt in de vorm van een Academy Award voor bijzondere prestaties. De laatste keer dat dit gebeurde was in 1990.

## Winnaars en genomineerden
De winnaars staan bovenaan in vette letters op een gele achtergrond. De overige films en effectenspecialisten die werden genomineerd staan eronder vermeld in alfabetische volgorde.

### 1963-1969
| Jaar                         | Film                                              | Genomineerde(n) |
| ---------------------------- | ------------------------------------------------- | --------------- |
| 1963 (36ste)                 |                                                   |                 |
| Cleopatra                    | Emil Kosa jr.                                     |                 |
| The Birds                    | Ub Iwerks                                         |                 |
| 1964 (37ste)                 |                                                   |                 |
| Mary Poppins                 | Peter Ellenshaw, Eustace Lycett en Hamilton Luske |                 |
| 7 Faces of Dr. Lao           | Jim Danforth                                      |                 |
| 1965 (38ste)                 |                                                   |                 |
| Thunderball                  | John Stears                                       |                 |
| The Greatest Story Ever Told | J. McMillan Johnson                               |                 |
| 1966 (39ste)                 |                                                   |                 |
| Fantastic Voyage             | Art Cruickshank                                   |                 |
| Hawaii                       | Linwood G. Dunn                                   |                 |
| 1967 (40ste)                 |                                                   |                 |
| Doctor Dolittle              | L.B. Abbott                                       |                 |
| Tobruk                       | Howard A. Anderson jr. en Albert Whitlock         |                 |
| 1968 (41ste)                 |                                                   |                 |
| 2001: A Space Odyssey        | Stanley Kubrick                                   |                 |
| Ice Station Zebra            | Hal Millar en J. McMillan Johnson                 |                 |
| 1969 (42ste)                 |                                                   |                 |
| Marooned                     | Robbie Robertson                                  |                 |
| Krakatoa, East of Java       | Eugene Lourie en Alex Weldon                      |                 |

### 1970-1979
| Jaar                               | Film                                                                                           | Genomineerde(n) |
| ---------------------------------- | ---------------------------------------------------------------------------------------------- | --------------- |
| 1970 (43ste)                       |                                                                                                |                 |
| Tora! Tora! Tora!                  | A.D. Flowers en L.B. Abbott                                                                    |                 |
| Patton                             | Alex Weldon                                                                                    |                 |
| 1971 (44ste)                       |                                                                                                |                 |
| Bedknobs and Broomsticks           | Alan Maley, Eustace Lycett en Danny Lee                                                        |                 |
| When Dinosaurs Ruled the Earth     | Jim Danforth en Roger Dicken                                                                   |                 |
| 1972 (45ste)                       |                                                                                                |                 |
| The Poseidon Adventure             | L.B. Abbott en A.D. Flowers                                                                    |                 |
| 1973 (46ste)                       |                                                                                                |                 |
| Geen uitreiking in deze categorie. |                                                                                                |                 |
| 1974 (47ste)                       |                                                                                                |                 |
| Earthquake                         | Frank Brendel en Glen Robinson en Albert Whitlock                                              |                 |
| 1975 (48ste)                       |                                                                                                |                 |
| The Hindenburg                     | Albert Whitlock en Glen Robinson                                                               |                 |
| 1976 (49ste)                       |                                                                                                |                 |
| King Kong                          | Carlo Rambaldi, Glen Robinson en Frank Van der Veer                                            |                 |
| Logan's Run                        | L.B. Abbott, Glen Robinson en Matthew Yuricich                                                 |                 |
| 1977 (50ste)                       |                                                                                                |                 |
| Star Wars                          | John Stears, John Dykstra, Richard Edlund, Grant McCune en Robert Blalack                      |                 |
| Close Encounters of the Third Kind | Roy Arbogast, Douglas Trumbull, Matthew Yuricich, Gregory Jein en Richard Yuricich             |                 |
| 1978 (51ste)                       |                                                                                                |                 |
| Superman                           | Les Bowie, Colin Chilvers, Denys Coop, Roy Field, Derek Meddings en Zoran Perisic              |                 |
| 1979 (52ste)                       |                                                                                                |                 |
| Alien                              | H.R. Giger, Carlo Rambaldi, Brian Johnson, Nick Allder en Denys Ayling                         |                 |
| 1941                               | William A. Fraker, A.D. Flowers en Gregory Jein                                                |                 |
| The Black Hole                     | Peter Ellenshaw, Art Cruickshank, Eustace Lycett, Danny Lee, Harrison Ellenshaw en Joe Hale    |                 |
| Moonraker                          | Derek Meddings, Paul Wilson en John Evans                                                      |                 |
| Star Trek: The Motion Picture      | Douglas Trumbull, John Dykstra, Richard Yuricich, Robert Swarthe, Dave Stewart en Grant McCune |                 |

### 1980-1989
| Jaar                                 | Film                                                               | Genomineerde(n) |
| ------------------------------------ | ------------------------------------------------------------------ | --------------- |
| 1980 (53ste)                         |                                                                    |                 |
| The Empire Strikes Back              | Brian Johnson, Richard Edlund, Dennis Muren en Bruce Nicholson     |                 |
| 1981 (54ste)                         |                                                                    |                 |
| Raiders of the Lost Ark              | Richard Edlund, Kit West, Bruce Nicholson en Joe Johnston          |                 |
| Dragonslayer                         | Dennis Muren, Phil Tippett, Ken Ralston en Brian Johnson           |                 |
| 1982 (55ste)                         |                                                                    |                 |
| E.T. the Extra-Terrestrial           | Carlo Rambaldi, Dennis Muren en Kenneth F. Smith                   |                 |
| Blade Runner                         | Douglas Trumbull, Richard Yuricich en David Dryer                  |                 |
| Poltergeist                          | Richard Edlund, Michael Wood en Bruce Nicholson                    |                 |
| 1983 (56ste)                         |                                                                    |                 |
| Return of the Jedi                   | Richard Edlund, Dennis Muren, Ken Ralston en Phil Tippett          |                 |
| 1984 (57ste)                         |                                                                    |                 |
| Indiana Jones and the Temple of Doom | Dennis Muren, Michael McAlister, Lorne Peterson en George Gibbs    |                 |
| 2010                                 | Richard Edlund, Neil Krepela, George Jenson en Mark Stetson        |                 |
| Ghostbusters                         | Richard Edlund, John Bruno, Mark Vargo en Chuck Gaspar             |                 |
| 1985 (58ste)                         |                                                                    |                 |
| Cocoon                               | Ken Ralston, Ralph McQuarrie, Scott Farrar en David Berry          |                 |
| Return to Oz                         | Will Vinton, Ian Wingrove, Zoran Perisic en Michael Lloyd          |                 |
| Young Sherlock Holmes                | Dennis Muren, Kit West, John Ellis en David Allen                  |                 |
| 1986 (59ste)                         |                                                                    |                 |
| Aliens                               | Robert Skotak, Stan Winston, John Richardson en Suzanne Benson     |                 |
| Little Shop of Horrors               | Lyle Conway, Bran Ferren en Martin Gutteridge                      |                 |
| Poltergeist II: The Other Side       | Richard Edlund, John Bruno, Garry Waller en William Neil           |                 |
| 1987 (60ste)                         |                                                                    |                 |
| Innerspace                           | Dennis Muren, William George, Harley Jessup en Kenneth Smith       |                 |
| Predator                             | Joel Hynek, Robert M. Greenberg, Richard Greenberg en Stan Winston |                 |
| 1988 (61ste)                         |                                                                    |                 |
| Who Framed Roger Rabbit              | Ken Ralston, Richard Williams, Edward Jones en George Gibbs        |                 |
| Die Hard                             | Richard Edlund, Al DiSarro, Brent Boates en Thaine Morris          |                 |
| Willow                               | Dennis Muren, Michael McAlister, Phil Tippett en Chris Evans       |                 |
| 1989 (62ste)                         |                                                                    |                 |
| The Abyss                            | John Bruno, Dennis Muren, Hoyt Yeatman en Dennis Skotak            |                 |
| The Adventures of Baron Munchausen   | Richard Conway en Kent Houston                                     |                 |
| Back to the Future Part II           | Ken Ralston, Michael Lantieri, John Bell en Steve Gawley           |                 |

### 1990-1999
| Jaar                                     | Film                                                                | Genomineerde(n) |
| ---------------------------------------- | ------------------------------------------------------------------- | --------------- |
| 1990 (63ste)                             |                                                                     |                 |
| Total Recall                             | Eric Brevig, Rob Bottin, Tim McGovern en Alex Funke                 |                 |
| 1991 (64ste)                             |                                                                     |                 |
| Terminator 2: Judgment Day               | Dennis Muren, Stan Winston, Gene Warren jr. en Robert Skotak        |                 |
| Backdraft                                | Mikael Salomon, Allen Hall, Clay Pinney en Scott Farrar             |                 |
| Hook                                     | Eric Brevig, Harley Jessup, Mark Sullivan en Michael Lantieri       |                 |
| 1992 (65ste)                             |                                                                     |                 |
| Death Becomes Her                        | Ken Ralston, Doug Chiang, Doug Smythe en Tom Woodruff jr.           |                 |
| Alien 3                                  | Richard Edlund, Alec Gillis, Tom Woodruff jr. en George Gibbs       |                 |
| Batman Returns                           | Michael Fink, Craig Barron, John Bruno en Dennis Skotak             |                 |
| 1993 (66ste)                             |                                                                     |                 |
| Jurassic Park                            | Dennis Muren, Stan Winston, Phil Tippett en Michael Lantieri        |                 |
| Cliffhanger                              | Neil Krepela, John Richardson, John Bruno en Pamela Easley          |                 |
| The Nightmare Before Christmas           | Pete Kozachik, Eric Leighton, Ariel Velasco Shaw en Gordon Baker    |                 |
| 1994 (67ste)                             |                                                                     |                 |
| Forrest Gump                             | Ken Ralston, George Murphy, Stephen Rosenbaum en Allen Hall         |                 |
| The Mask                                 | Scott Squires, Steve Williams, Tom Bertino en Jon Farhat            |                 |
| True Lies                                | John Bruno, Thomas L. Fisher, Jacques Stroweis en Patrick McClung   |                 |
| 1995 (68ste)                             |                                                                     |                 |
| Babe                                     | Scott E. Anderson, Charles Gibson, Neal Scanlan en John Cox         |                 |
| Apollo 13                                | Robert Legato, Michael Kanfer, Leslie Ekker en Matt Sweeney         |                 |
| 1996 (69ste)                             |                                                                     |                 |
| Independence Day                         | Volker Engel, Douglas Smith, Clay Pinney en Joseph Viskocil         |                 |
| Dragonheart                              | Scott Squires, Phil Tippett, James Straus en Kit West               |                 |
| Twister                                  | Stefen Fangmeier, John Frazier, Habib Zargarpour en Henry La Bounta |                 |
| 1997 (70ste)                             |                                                                     |                 |
| Titanic                                  | Robert Legato, Mark Lasoff, Thomas L. Fisher en Michael Kanfer      |                 |
| The Lost World: Jurassic Park            | Dennis Muren, Stan Winston, Randal M. Dutra en Michael Lantieri     |                 |
| Starship Troopers                        | Phil Tippett, Scott E. Anderson, Alec Gillis en John Richardson     |                 |
| 1998 (71ste)                             |                                                                     |                 |
| What Dreams May Come                     | Joel Hynek, Nicholas Brooks, Stuart Robertson en Kevin Mack         |                 |
| Armageddon                               | Richard R. Hoover, Pat McClung en John Frazier                      |                 |
| Mighty Joe Young                         | Rick Baker, Hoyt Yeatman, Allen Hall en Jim Mitchell                |                 |
| 1999 (72ste)                             |                                                                     |                 |
| The Matrix                               | John Gaeta, Janek Sirrs, Steve Courtley en Jon Thum                 |                 |
| Star Wars: Episode I: The Phantom Menace | John Knoll, Dennis Muren, Scott Squires en Rob Coleman              |                 |
| Stuart Little                            | John Dykstra, Jerome Chen, Henry F. Anderson III en Eric Allard     |                 |

### 2000-2009
| Jaar                                                           | Film                                                                | Genomineerde(n) |
| -------------------------------------------------------------- | ------------------------------------------------------------------- | --------------- |
| 2000 (73ste)                                                   |                                                                     |                 |
| Gladiator                                                      | John Nelson, Neil Corbould, Tim Burke en Rob Harvey                 |                 |
| Hollow Man                                                     | Scott E. Anderson, Craig Hayes, Scott Stokdyk en Stan Parks         |                 |
| The Perfect Storm                                              | Stefen Fangmeier, Habib Zargarpour, John Frazier en Walt Conti      |                 |
| 2001 (74ste)                                                   |                                                                     |                 |
| The Lord of the Rings: The Fellowship of the Ring              | Jim Rygiel, Randall William Cook, Richard Taylor en Mark Stetson    |                 |
| A.I.: Artificial Intelligence                                  | Dennis Muren, Scott Farrar, Stan Winston en Michael Lantieri        |                 |
| Pearl Harbor                                                   | Eric Brevig, John Frazier, Ed Hirsh en Ben Snow                     |                 |
| 2002 (75ste)                                                   |                                                                     |                 |
| The Lord of the Rings: The Two Towers                          | Jim Rygiel, Joe Letteri, Randall William Cook en Alex Funke         |                 |
| Spider-Man                                                     | John Dykstra, Scott Stokdyk, Anthony LaMolinara en John Frazier     |                 |
| Star Wars: Episode II: Attack of the Clones                    | Rob Coleman, Pablo Helman, John Knoll en Ben Snow                   |                 |
| 2003 (76ste)                                                   |                                                                     |                 |
| The Lord of the Rings: The Return of the King                  | Jim Rygiel, Joe Letteri, Randall William Cook en Alex Funke         |                 |
| Master and Commander: The Far Side of the World                | Dan Sudick, Stefen Fangmeier, Nathan McGuinness en Robert Stromberg |                 |
| Pirates of the Caribbean: The Curse of the Black Pearl         | John Knoll, Hal Hickel, Charles Gibson en Terry Frazee              |                 |
| 2004 (77ste)                                                   |                                                                     |                 |
| Spider-Man 2                                                   | John Dykstra, Scott Stokdyk, Anthony LaMolinara en John Frazier     |                 |
| Harry Potter and the Prisoner of Azkaban                       | Roger Guyett, Tim Burke, John Richardson en Bill George             |                 |
| I, Robot                                                       | John Nelson, Andrew R. Jones, Erik Nash en Joe Letteri              |                 |
| 2005 (78ste)                                                   |                                                                     |                 |
| King Kong                                                      | Joe Letteri, Brian Van't Hul, Christian Rivers en Richard Taylor    |                 |
| The Chronicles of Narnia: The Lion, the Witch and the Wardrobe | Dean Wright, Bill Westenhofer, Jim Berney en Scott Farrar           |                 |
| War of the Worlds                                              | Dennis Muren, Pablo Helman, Randal M. Dutra en Daniel Sudick        |                 |
| 2006 (79ste)                                                   |                                                                     |                 |
| Pirates of the Caribbean: Dead Man's Chest                     | John Knoll, Hal Hickel, Charles Gibson en Allen Hall                |                 |
| Poseidon                                                       | Boyd Shermis, Kim Libreri, Chas Jarrett en John Frazier             |                 |
| Superman Returns                                               | Mark Stetson, Neil Corbould, Richard R. Hoover en Jon Thum          |                 |
| 2007 (80ste)                                                   |                                                                     |                 |
| The Golden Compass                                             | Michael Fink, Bill Westenhofer, Ben Morris en Trevor Wood           |                 |
| Pirates of the Caribbean: At World's End                       | John Knoll, Hal Hickel, Charles Gibson en John Frazier              |                 |
| Transformers                                                   | Scott Farrar, Scott Benza, Russell Earl en John Frazier             |                 |
| 2008 (81ste)                                                   |                                                                     |                 |
| The Curious Case of Benjamin Button                            | Eric Barba, Steve Preeg, Burt Dalton en Craig Barron                |                 |
| The Dark Knight                                                | Nick Davis, Chris Corbould, Tim Webber en Paul Franklin             |                 |
| Iron Man                                                       | John Nelson, Ben Snow, Dan Sudick en Shane Mahan                    |                 |
| 2009 (82ste)                                                   |                                                                     |                 |
| Avatar                                                         | Joe Letteri, Stephen Rosenbaum, Richard Baneham en Andrew R. Jones  |                 |
| District 9                                                     | Dan Kaufman, Peter Muyzers, Robert Habros en Matt Aitken            |                 |
| Star Trek                                                      | Roger Guyett, Russell Earl, Paul Kavanagh en Burt Dalton            |                 |

### 2010-2019
| Jaar                                        | Film                                                                           | Genomineerde(n) |
| ------------------------------------------- | ------------------------------------------------------------------------------ | --------------- |
| 2010 (83ste)                                |                                                                                |                 |
| Inception                                   | Paul Franklin, Chris Corbould, Andrew Lockley en Peter Bebb                    |                 |
| Alice in Wonderland                         | Ken Ralston, David Schaub, Carey Villegas en Sean Phillips                     |                 |
| Harry Potter and the Deathly Hallows Part 1 | Tim Burke, John Richardson, Christian Manz en Nicolas Aithadi                  |                 |
| Hereafter                                   | Michael Owens, Bryan Grill, Stephan Trojansky en Joe Farrell                   |                 |
| Iron Man 2                                  | Janek Sirrs, Ben Snow, Ged Wright en Daniel Sudick                             |                 |
| 2011 (84ste)                                |                                                                                |                 |
| Hugo                                        | Rob Legato, Joss Williams, Ben Grossmann en Alex Henning                       |                 |
| Harry Potter and the Deathly Hallows Part 2 | Tim Burke, David Vickery, Greg Butler en John Richardson                       |                 |
| Real Steel                                  | Erik Nash, John Rosengrant, Dan Taylor en Swen Gillberg                        |                 |
| Rise of the Planet of the Apes              | Joe Letteri, Dan Lemmon, R. Christopher White en Daniel Barrett                |                 |
| Transformers: Dark of the Moon              | Scott Farrar, Scott Benza, Matthew Butler en John Frazier                      |                 |
| 2012 (85ste)                                |                                                                                |                 |
| Life of Pi                                  | Bill Westenhofer, Guillaume Rocheron, Erik-Jan de Boer en Donald R. Elliott    |                 |
| The Hobbit: An Unexpected Journey           | Joe Letteri, Eric Saindon, David Clayton en R. Christopher White               |                 |
| Marvel's The Avengers                       | Janek Sirrs, Jeff White, Guy Williams en Dan Sudick                            |                 |
| Prometheus                                  | Richard Stammers, Trevor Wood, Charley Henley en Martin Hill                   |                 |
| Snow White and the Huntsman                 | Cedric Nicolas-Troyan, Philip Brennan, Neil Corbould en Michael Dawson         |                 |
| 2013 (86ste)                                |                                                                                |                 |
| Gravity                                     | Tim Webber, Chris Lawrence, David Shirk en Neil Corbould                       |                 |
| The Hobbit: The Desolation of Smaug         | Joe Letteri, Eric Saindon, David Clayton en Eric Reynolds                      |                 |
| Iron Man 3                                  | Christopher Townsend, Guy Williams, Erik Nash en Dan Sudick                    |                 |
| The Lone Ranger                             | Tim Alexander, Gary Brozenich, Edson Williams en John Frazier                  |                 |
| Star Trek: Into Darkness                    | Roger Guyett, Patrick Tubach, Ben Grossmann en Burt Dalton                     |                 |
| 2014 (87ste)                                |                                                                                |                 |
| Interstellar                                | Paul Franklin, Andrew Lockley, Ian Hunter en Scott Fisher                      |                 |
| Captain America: The Winter Soldier         | Dan DeLeeuw, Russell Earl, Bryan Grill en Dan Sudick                           |                 |
| Dawn of the Planet of the Apes              | Joe Letteri, Dan Lemmon, Daniel Barrett en Erik Winquist                       |                 |
| Guardians of the Galaxy                     | Stephane Ceretti, Nicolas Aithadi, Jonathan Fawkner en Paul Corbould           |                 |
| X-Men: Days of Future Past                  | Richard Stammers, Lou Pecora, Tim Crosbie en Cameron Waldbauer                 |                 |
| 2015 (88ste)                                |                                                                                |                 |
| Ex Machina                                  | Andrew Whitehurst, Paul Norris, Mark Ardington en Sara Bennett                 |                 |
| Mad Max: Fury Road                          | Andrew Jackson, Tom Wood, Dan Oliver en Andy Williams                          |                 |
| The Martian                                 | Richard Stammers, Anders Langlands, Chris Lawrence en Steven Warner            |                 |
| The Revenant                                | Rich McBride, Matthew Shumway, Jason Smith en Cameron Waldbauer                |                 |
| Star Wars: The Force Awakens                | Roger Guyett, Patrick Tubach, Neal Scanlan en Chris Corbould                   |                 |
| 2016 (89ste)                                |                                                                                |                 |
| The Jungle Book                             | Robert Legato, Adam Valdez, Andrew R. Jones en Dan Lemmon                      |                 |
| Deepwater Horizon                           | Craig Hammack, Jason Snell, Jason Billington en Burt Dalton                    |                 |
| Doctor Strange                              | Stephane Ceretti, Richard Bluff, Vincent Cirelli en Paul Corbould              |                 |
| Kubo and the Two Strings                    | Steve Emerson, Oliver Jones, Brian McLean en Brad Schiff                       |                 |
| Rogue One: A Star Wars Story                | John Knoll, Mohen Leo, Hal Hickel en Neil Corbould                             |                 |
| 2017 (90ste)                                |                                                                                |                 |
| Blade Runner 2049                           | John Nelson, Gerd Nefzer, Paul Lambert en Richard R. Hoover                    |                 |
| Guardians of the Galaxy Vol. 2              | Christopher Townsend, Guy Williams, Jonathan Fawkner en Dan Sudick             |                 |
| Kong: Skull Island                          | Stephen Rosenbaum, Jeff White, Scott Benza en Mike Meinardus                   |                 |
| Star Wars: The Last Jedi                    | Ben Morris, Mike Mulholland, Neal Scanlan en Chris Corbould                    |                 |
| War for the Planet of the Apes              | Joe Letteri, Daniel Barrett, Dan Lemmon en Joel Whist                          |                 |
| 2018 (91ste)                                |                                                                                |                 |
| First Man                                   | Paul Lambert, Ian Hunter, Tristan Myles en J.D. Schwalm                        |                 |
| Avengers: Infinity War                      | Dan DeLeeuw, Kelly Port, Russell Earl en Dan Sudick                            |                 |
| Christopher Robin                           | Christopher Lawrence, Michael Eames, Theo Jones en Chris Corbould              |                 |
| Ready Player One                            | Roger Guyett, Grady Cofer, Matthew E. Butler en David Shirk                    |                 |
| Solo: A Star Wars Story                     | Rob Bredow, Patrick Tubach, Neal Scanlan en Dominic Tuohy                      |                 |
| 2019 (92ste)                                |                                                                                |                 |
| 1917                                        | Guillaume Rocheron, Greg Butler en Dominic Tuohy                               |                 |
| Avengers: Endgame                           | Dan DeLeeuw, Russell Earl, Matt Aitken en Dan Sudick                           |                 |
| The Irishman                                | Pablo Helman, Leandro Estebecorena, Nelson Sepulveda-Fauser en Stephane Grabli |                 |
| The Lion King                               | Robert Legato, Adam Valdez, Andrew R. Jones en Elliot Newman                   |                 |
| Star Wars: The Rise of Skywalker            | Roger Guyett, Neal Scanlan, Patrick Tubach en Dominic Tuohy                    |                 |

### 2020-2029
| Jaar                                          | Film                                                                     | Genomineerde(n) |
| --------------------------------------------- | ------------------------------------------------------------------------ | --------------- |
| 2020 (93ste)                                  |                                                                          |                 |
| Tenet                                         | Andrew Jackson, David Lee, Andrew Lockley en Scott Fisher                |                 |
| Love and Monsters                             | Matt Sloan, Genevieve Camilleri, Matt Everitt en Brian Cox               |                 |
| The Midnight Sky                              | Matthew Kasmir, Christopher Lawrence, Max Solomon en David Watkins       |                 |
| Mulan                                         | Sean Faden, Anders Langlands, Seth Maury en Steve Ingram                 |                 |
| The One and Only Ivan                         | Nick Davis, Greg Fisher, Ben Jones en Santiago Colomo Martinez           |                 |
| 2021 (94ste)                                  |                                                                          |                 |
| Dune                                          | Paul Lambert, Tristan Myles, Brian Connor en Gerd Nefzer                 |                 |
| Free Guy                                      | Swen Gillberg, Bryan Grill, Nikos Kalaitzidis en Dan Sudick              |                 |
| No Time to Die                                | Charlie Noble, Joel Green, Jonathan Fawkner en Chris Corbould            |                 |
| Shang-Chi and the Legend of the Ten Rings     | Christopher Townsend, Joe Farrell, Sean Noel Walker en Dan Oliver        |                 |
| Spider-Man: No Way Home                       | Kelly Port, Chris Waegner, Scott Edelstein en Dan Sudick                 |                 |
| 2022 (95ste)                                  |                                                                          |                 |
| Avatar: The Way of Water                      | Joe Letteri, Richard Baneham, Eric Saindon en Daniel Barrett             |                 |
| All Quiet on the Western Front                | Frank Petzold, Viktor Müller, Markus Frank en Kamil Jafar                |                 |
| The Batman                                    | Dan Lemmon, Russell Earl, Anders Langlands en Dominic Tuohy              |                 |
| Black Panther: Wakanda Forever                | Geoffrey Baumann, Craig Hammack, R. Christopher White en Dan Sudick      |                 |
| Top Gun: Maverick                             | Ryan Tudhope, Seth Hill, Bryan Litson en Scott R. Fisher                 |                 |
| 2023 (96ste)                                  |                                                                          |                 |
| Godzilla Minus One                            | Takashi Yamazaki, Kiyoko Shibuya, Masaki Takahashi en Tatsuji Nojima     |                 |
| The Creator                                   | Jay Cooper, Ian Comley, Andrew Roberts en Neil Corbould                  |                 |
| Guardians of the Galaxy Vol. 3                | Stephane Ceretti, Alexis Wajsbrot, Guy Williams en Theo Bialek           |                 |
| Mission: Impossible – Dead Reckoning Part One | Alex Wuttke, Simone Coco, Jeff Sutherland en Neil Corbould               |                 |
| Napoleon                                      | Charley Henley, Luc-Ewen Martin-Fenouillet, Simone Coco en Neil Corbould |                 |
| 2024 (97ste)                                  |                                                                          |                 |
| Dune: Part Two                                | Paul Lambert, Stephen James, Rhys Salcombe en Gerd Nefzer                |                 |
| Alien: Romulus                                | Eric Barba, Nelson Sepulveda-Fauser, Daniel Macarin en Shane Mahan       |                 |
| Better Man                                    | Luke Millar, David Clayton, Keith Herft en Peter Stubbs                  |                 |
| Kingdom of the Planet of the Apes             | Erik Winquist, Stephen Unterfranz, Paul Story en Rodney Burke            |                 |
| Wicked                                        | Pablo Helman, Jonathan Fawkner, David Shirk en Paul Corbould             |                 |